# Семангим (дамба)

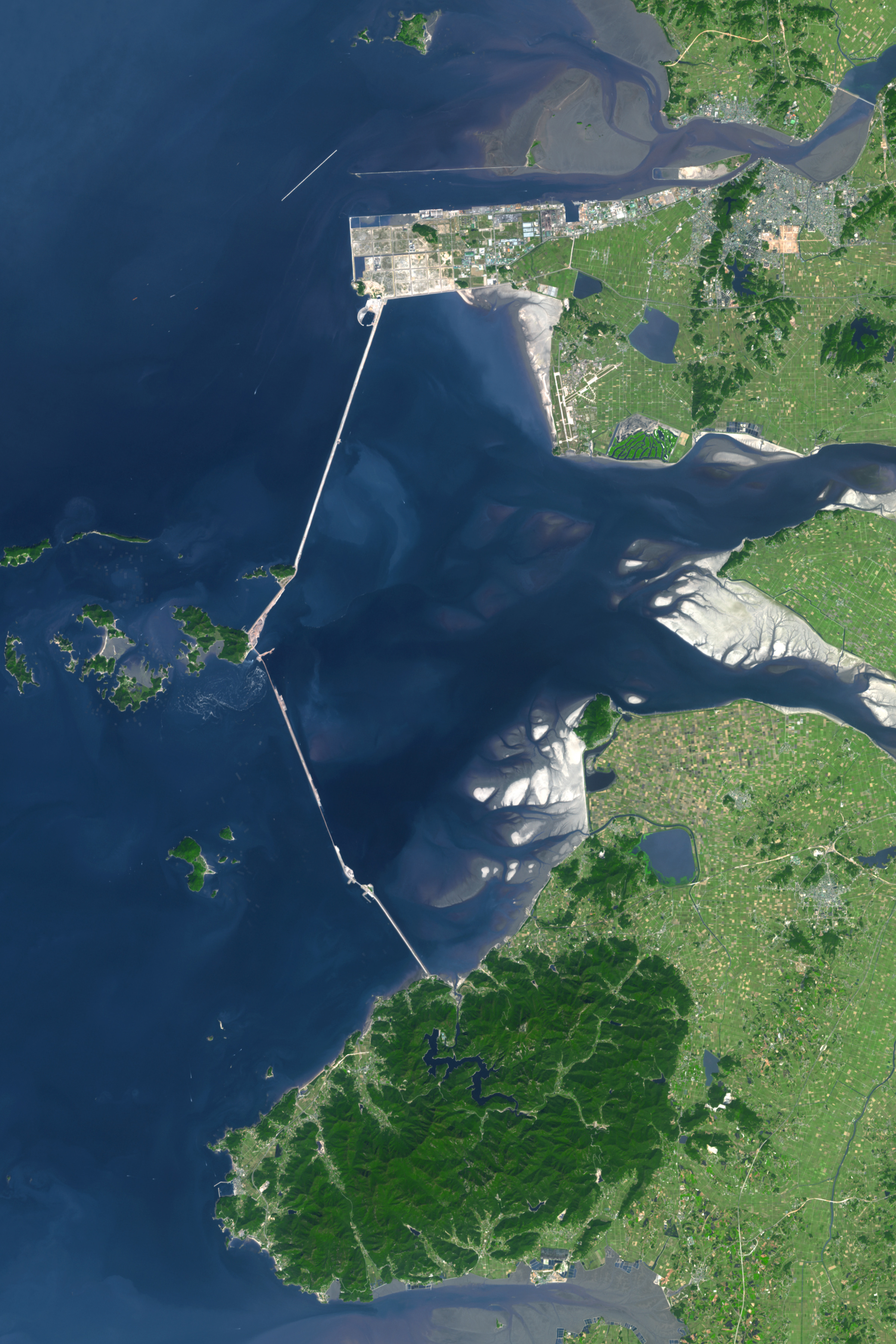
Супутниковий знімок NASA, 2006

35°49′13″ пн. ш. 126°28′58″ сх. д. / 35.820222° пн. ш. 126.482758° сх. д.
Семангим — найдовша у світі дамба, яку розташовано на південно-західному узбережжі Південної Кореї та має довжину 33 км. Збудована дамба розділяє Жовте море та колишній лиман Семангим.

## Історія
1991 року Уряд Республіки Корея повідомив, що буде побудована дамба, яка з'єднає три миси на південь від південнокорейського міста промислового центру Кунсан. Дамба побудована за 270 км від Сеула. Мета будівництва — створення додаткових 400 км2 сільськогосподарських угідь та водосховища з прісною водою. Для будівництва уряд витратив близько 2 трлн південнокорейських вон, або 1,72 млрд доларів США, для будівництва дамби, ще 220 млрд вон (188,78 млн доларів США) для укріплення дамби та 1,31 трлн вон (1,12 млрд доларів США) для перетворення приливних квартир на рілля та водосховище. Середня ширина дамби становить 290 метрів (найбільша ширина — 535 метрів), а середня висота — 36 метрів (найбільша висота — 54 метри).
Суперечки щодо будівництва дамби з'явилися ще з моменту її оголошення. Екоактивісти протестували проти дамби у зв'язку з її впливом на навколишнє середовище. Позови до Верховного суду Південної Кореї двічі призупиняли будівництво дамби (1999 та 2005 року), та повністю заблокувати проєкт не змогли.
Будівництво завершилося 2006 року. Дамба випередила дамбу Афслютдейк, найдовшу до цього у світі дамбу в Нідерландах, на 500 метрів. Офіційно відкритою споруда стала 27 квітня 2010 року. Тодішній президент Південної Кореї Лі Мьон Бак заявив, що ця споруда є найбільшим проєктом в історії Південної Кореї змінить ландшафт країни. Того ж дня на Семангимі відбулася церемонія відкриття за участю президента, представників уряду Південної Кореї та дипломатами з інших країн.
Крім того, на дамбі Семангим розташована плавуча фотоелектрична установка потужністю 2,1 ГВт.

## Склад
На дамбі побудована дорога, що сполучає округ Пуан з Кунсаном. Дорога є частиною Національного маршруту 77.
| Назва                                  | Назва на хангилі        | Підключення                 | Місцезнаходження | Місцезнаходження | Примітки                                                     |
| -------------------------------------- | ----------------------- | --------------------------- | ---------------- | ---------------- | ------------------------------------------------------------ |
| Saemangeum IS                          | 새만금 교차로           | Національний маршрут 30     | Buan County      | Byeonsan-myeon   |                                                              |
| Saemangeum Seawall (1st section)       | 새만금 방조제 (1호)     |                             | Buan County      | Byeonsan-myeon   | Довжиною 4,7 км                                              |
| Garyeok-do Park (Garyeok Service Area) | 가력도공원 (가력휴게소) |                             | Buan County      | Byeonsan-myeon   |                                                              |
| Garyeok Drain Gate                     | 가력배수갑문            |                             | Buan County      | Byeonsan-myeon   |                                                              |
| Saemangeum Seawall (2nd section)       | 새만금 방조제 (2호)     |                             | Gimje            | Jinbong-myeon    | Довжиною 9,9 км                                              |
| Sinsi Drain Gate                       | 신시배수갑문            |                             | Gunsan           | Okdo-myeon       |                                                              |
| Sinsi Tunnel                           | 신시터널                |                             | Gunsan           | Okdo-myeon       | Близько 70 м                                                 |
| Sinsi 1 IS                             | 신시1교차로             | Національний маршрут 4      | Gunsan           | Okdo-myeon       | Перекривається Національним маршрутом 4                      |
| Saemangeum Seawall (3rd section)       | 새만금 방조제 (3호)     |                             | Gunsan           | Okdo-myeon       | Перекривається Національним маршрутом 4 Довжиною 2,7 км      |
| Yami-do                                | 야미도                  |                             | Gunsan           | Okdo-myeon       | - Перекривається Національним маршрутом 4 - Довжиною 11,4 км |
| Saemangeum Seawall (4th section)       | 새만금 방조제 (4호)     |                             | Gunsan           | Okdo-myeon       | - Перекривається Національним маршрутом 4 - Довжиною 11,4 км |
| Saemangeum Seawall (4th section)       |                         | Soryong-dong                | Gunsan           |                  | - Перекривається Національним маршрутом 4 - Довжиною 11,4 км |
| Sinsi-do Entrance IS                   | 신시도입구삼거리        | Bieung-ro, Saemangeumbuk-ro | Gunsan           |                  | - Перекривається Національним маршрутом 4 - Довжиною 11,4 км |

## Галерея

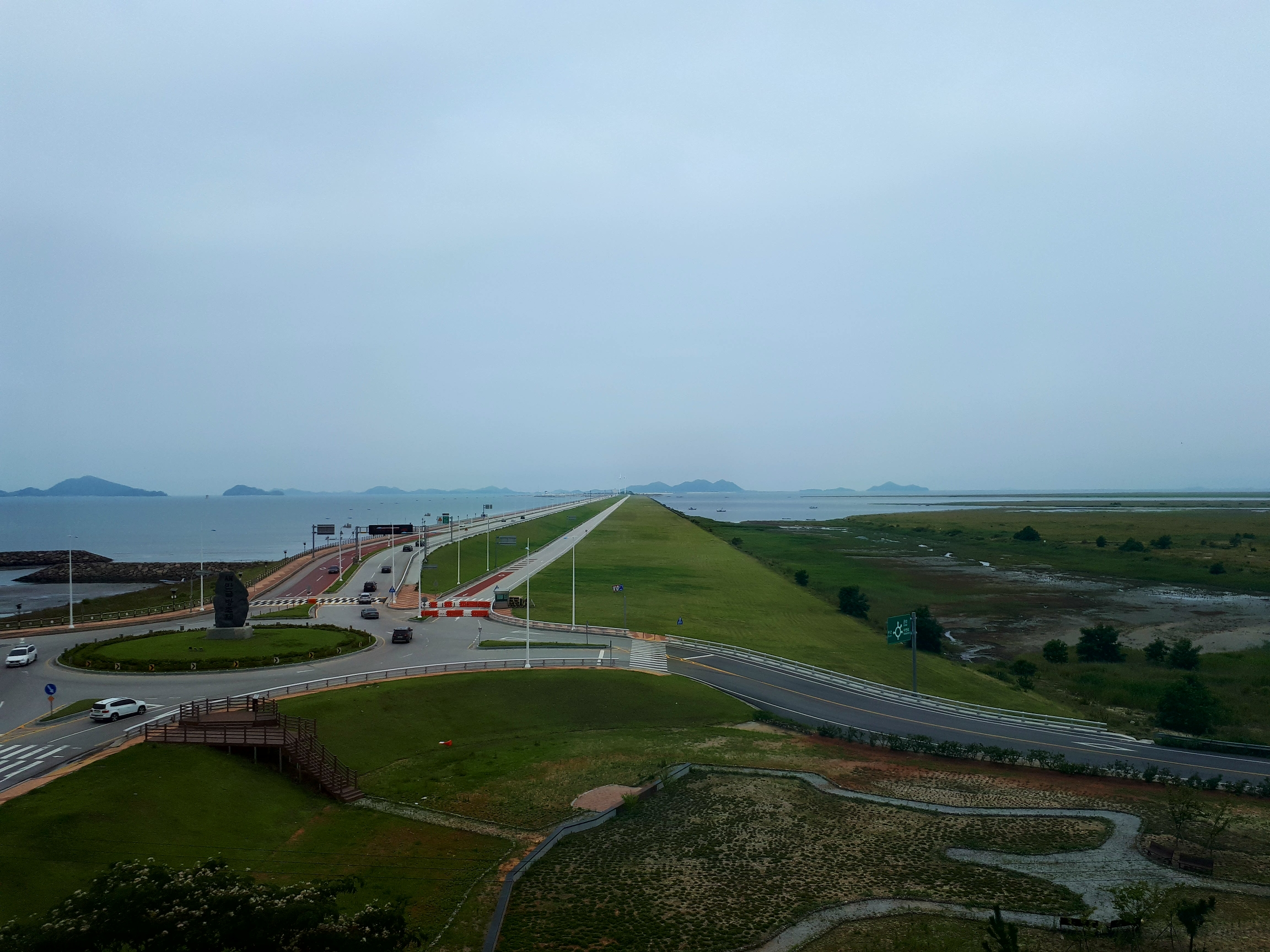
Початок дороги на дамбі Семангим
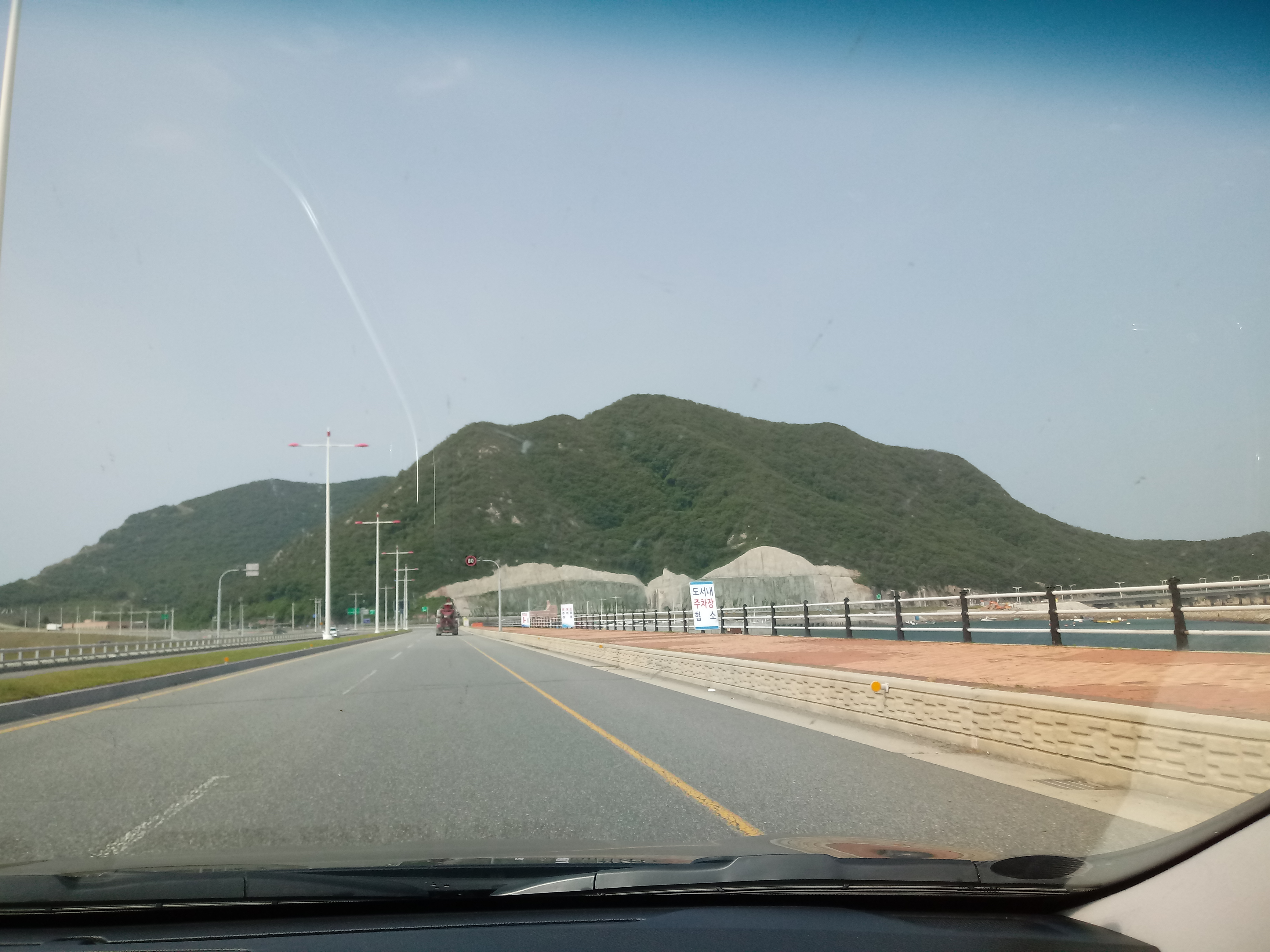
Третя частина дамби
Четверта частина дамби біля кордону Кунсану та Пуану